# Hypéroside
L’hypéroside est un composé organique de la famille des flavonols : un glycoside  de la quercétine et plus précisément un 3-O-galactoside de la quercétine.
C'est un composé très répandu dans les plantes, notamment dans les feuilles et pétioles de Rheum rhaponticum, dans Geranium niveum, une plante de la médecine mexicaine, ou dans Taxillus kaempferi.